# Verleihung des Nestroy-Theaterpreises 2007
Die Nestroyverleihung 2007 war die achte Verleihung des Nestroy-Theaterpreises und fand am 24. November 2007 im Theater an der Wien statt. Von den Gewinnern in den insgesamt elf Kategorien wurden drei schon im Vorfeld, die restlichen acht erst bei der Verleihungs-Gala bekannt gegeben.
Als Moderatoren der Gala fungierten Sophie Rois und Caroline Peters.
(Während der Gala wurde die Wikipedia-Beschreibung des Nestroy-Theaterpreises als "Information aus dem Internet" wörtlich zitiert.)

## Ausgezeichnete und Nominierte 2007
| Meiste Nestroys:      | Medea. Ein Projekt von Grzegorz Jarzyna (2 Nestroys)    |
| Meiste Nominierungen: | König Lear und Viel Lärm um Nichts (je 3 Nominierungen) |

Es sind alle Nominierten des Jahres angegeben, der Gewinner steht jeweils zuoberst. Die Verleihung des Nestroy 2007 bezieht sich auf die Theatersaison 2006/07.

### Beste deutschsprachige Aufführung
Der Gott des Gemetzels von Yasmina Reza – Inszenierung: Jürgen Gosch – Schauspielhaus Zürich
Glaube Liebe Hoffnung von Ödön von Horváth – Inszenierung: Stephan Kimmig – Münchner Kammerspiele
Wallenstein von Friedrich Schiller – Inszenierung: Peter Stein – Berliner Ensemble

### Beste Regie
Grzegorz Jarzyna – Medea. Ein Projekt von Grzegorz Jarzyna – Kasino am Schwarzenbergplatz/Burgtheater
Luc Bondy – König Lear – Burgtheater
Simon McBurney – A Disappearing Number – Wiener Festwochen

### Beste Ausstattung
Katrin Brack – Molière. Eine Passion – Salzburger Festspiele/Schaubühne am Lehniner Platz
Stéphane Laimé – Viel Lärm um nichts – Burgtheater
Rolf Langenfass – Mein Nestroy – Theater in der Josefstadt

### Beste Schauspielerin
Sylvie Rohrer – Medea. Ein Projekt von Grzegorz Jarzyna (Medea) & Über Tiere (Monolog) – Kasino am Schwarzenbergplatz/Burgtheater
Christiane von Poelnitz – Viel Lärm um Nichts (Beatrice) – Burgtheater
Barbara Sukowa – Quartett (Merteuil) – Salzburger Festspiele

### Bester Schauspieler
Bernhard Schir – Das Fest (Christian) – Theater in der Josefstadt
Joachim Meyerhoff – Viel Lärm um nichts (Benedict) – Burgtheater
Gert Voss – König Lear (König Lear) – Burgtheater

### Beste Nebenrolle
Regina Fritsch – Maß für Maß (Chantal) – Burgtheater
Martin Schwab – König Lear (Gloster) – Burgtheater
Wolf-Dietrich Sprenger – Mein Nestroy (Augustinus Fitl) – Theater in der Josefstadt

### Bester Nachwuchs
Katharina Straßer – Der nackte Wahnsinn (Vicki) & Liebelei (Mizi Schlager) – Volkstheater (Wien)
Martin Vischer – Am Strand der weiten Welt (Christopher) – Volkstheater (Wien)
Matthias Mamedof – Bradley - letzte Reihe, letzter Platz (Bradley) – Theater der Jugend

### Beste Off-Produktion
Nestroy-Hof – Markus Kupferblum – Die verlassene Dido

### Bestes Stück – Autorenpreis
Das purpurne Muttermal – René Pollesch – Akademietheater/Burgtheater

### Spezialpreis
Stephanie Mohr – Die Weberischen (Inszenierung) – Vereinigte Bühnen Wien
maschek für Beim Gusenbauer mit dem Original Wiener Praterkasperl im Rabenhof Theater
Nina Ball für die Erschließung des Kurhauses Semmering für Alma

### Lebenswerk
Hilde Sochor
Laudator: Paulus Manker